# Israels tilbagetrækning fra Gazastriben
Den israelske tilbagetrækning fra Gazastriben (Hebraisk: תוכנית ההתנתקות, transskription: Tokhnit HaHitnatkut, direkte oversat: "Frigørelsesplanen") var en ensidige israelsk tilbagetrækning i 2005, hvor 21 israelske bosættelser i Gazastriben blev demonteret og beboerne blev evakueret ud af Gazastriben af den israelske hær.
Tilbagetrækningen fra Gazastriben blev foreslået i 2003 af den daværende premierminister Ariel Sharon. Forslaget blev vedtaget af regeringen i juni 2004 og godkendt af Knesset i februar 2005 som "Disengagement Plan Implementation Law" (dansk: "Lov om gennemførelse af frigørelsesplan"). Loven blev begyndt implementeret i august 2005, og blev færdigimplementeret i september 2005.
De israelske bosættere, der nægtede at acceptere regeringens kompensationspakker og frivilligt forlade deres hjem i Gazastriben inden den fremsatte frist den 15. august 2005, blev med tvang udflyttet af israelske sikkerhedsstyrker. Udflytningen af alle beboere, nedrivning af beboelsesbygninger samt evakuering af tilhørende sikkerhedspersonale fra Gazastriben blev alt sammen afsluttet den 12. september 2005. Ligeledes blev fire israelske bosættelser i den nordlige del af Vestbredden nedrevet og indbyggerne heraf genhuset. 8.000 jødiske bosættere fra de 21 bosættelser i Gazastriben blev i alt genhuset. De israelske bosættere modtog i gennemsnit mere end $200.000 i kompensation pr. familie.
FN, internationale menneskerettighedsorganisationer og mange juridiske forskere mener fortsat, at Gazastriben er under militær besættelse af Israel. Dette bestrides dog af Israel og andre juridiske lærde. Efter tilbagetrækningen har Israel fortsat med at opretholde direkte kontrol over Gazastribens søfarts- og luftrum. Ligeledes kontrollerer Israel seks af Gazastribens syv landbaseret grænseovergange, opretholder en no-go bufferzone inden for territoriet og kontrollerer det palæstinensiske befolkningsregister. Gazastriben er fortsat afhængig af Israel for dets forsyning af vand, elektricitet, telekommunikation og andre fornødenheder.

## Rationale og udvikling af politikken
I sin bog "Sharon: The Life of a Leader" skrev den israelske premierminister Ariel Sharons søn Gilad, at han gav sin far ideen om tilbagetrækningen. Sharon havde oprindeligt navngivet tilbagetrækningsplan, "adskillelsesplanen" eller "Tokhnit HaHafrada", inden han indså, at "adskillelse" lød dårligt – især på engelsk – "fordi det fremkaldte [associationer til] apartheid".

I et interview fra november 2003 forklarede Ehud Olmert – Sharons næstformand – som i to eller tre måneder havde givet hints om den nye tilgang, sin politik som følger:
Der er ingen tvivl i mit sind om, at Israels regering meget snart bliver nødt til at tage fat på det demografiske problem med den største seriøsitet og beslutsomhed. Dette spørgsmål vil frem for alt andet diktere den løsning, vi skal vedtage. I mangel af en forhandlet aftale – og jeg tror ikke på de realistiske udsigter til en aftale – er vi nødt til at implementere et ensidigt alternativ... Flere og flere palæstinensere er uinteresserede i en forhandlet to-statsløsning, fordi de ønsker at ændre essensen af konflikten fra et algerisk paradigme til et sydafrikansk. Fra en kamp mod 'besættelse' i deres sprogbrug til en kamp for én-mand-én-stemme. Det er selvfølgelig en meget renere kamp, en meget mere folkelig kamp - og i sidste ende en meget mere magtfuld kamp. For os ville det betyde enden på den jødiske stat... parametrene for en ensidig løsning er: At maksimere antallet af jøder; at minimere antallet af palæstinensere; ikke at trække sig tilbage til 1967-grænsen og ikke at dele Jerusalem... For 23 år siden foreslog Moshe Dayan ensidig autonomi. På samme bølgelængde bliver vi måske nødt til at gå ind for ensidig adskillelse... [det] ville uundgåeligt udelukke en dialog med palæstinenserne i mindst 25 år.
Sharon foreslog sin tilbagetrækningsplan for første gang den 18. december 2003 på den fjerde Herzliya-konference. I sin tale til konferencen udtalte Sharon, at ″bosættelser, der vil blive flyttet, er dem, der ikke vil omfatte staten Israels territorium inden for rammerne af en eventuel fremtidig permanent aftale. Samtidig vil Israel inden for rammerne af tilbagetrækningsplanen styrke sin kontrol over de samme områder i landet Israel, som vil udgøre en uadskillelig del af staten Israel i enhver fremtidig aftale.″
Sharon annoncerede formelt planen i sit brev den 14. april 2004 til den amerikanske præsident George W. Bush, hvori han udtalte, at "der ikke eksisterer nogen palæstinensisk partner med hvem man kan gå fredeligt frem mod en løsning".
Den 6. juni 2004 godkendte Sharons regering en ændret tilbagetrækningsplan, men med det forbehold, at afviklingen af hver enkelt bosættelse skulle stemmes separat. Den 11. oktober, ved åbningen af Knesset-vintermødet, skitserede Sharon sin plan om at påbegynde lovgivning for tilbagetrækningen i begyndelsen af november. Den 26. oktober gav Knesset sin foreløbige godkendelse. Den 16. februar 2005 færdiggjorde og godkendte Knesset planen.

I oktober 2004 forklarede premierminister Ariel Sharons seniorrådgiver, Dov Weissglass, betydningen af Sharons udtalelse yderligere:
Betydningen af tilbagetrækningsplanen er en fastfrysning af fredsprocessen, og når man fastfryser den proces, forhindrer man oprettelsen af en palæstinensisk stat, og man forhindrer en diskussion om flygtningene, grænserne og Jerusalem. Faktisk er hele denne pakke kaldet den palæstinensiske stat, med alt hvad den indebærer, blevet fjernet på ubestemt tid fra vores dagsorden. Og alt dette med autoritet og tilladelse. Alt sammen med en præsidentiel velsignelse og ratificering af begge kongreshuse. Det er præcis, hvad der skete. Du ved, udtrykket 'fredsproces' er en samling af koncepter og forpligtelser. Fredsprocessen er etableringen af en palæstinensisk stat med alle de sikkerhedsrisici, det medfører. Fredsprocessen er evakuering af bosættelser, det er tilbagevenden af flygtninge, det er opdelingen af Jerusalem. Og alt det er nu blevet frosset.... Det, jeg reelt gik med til med amerikanerne, var, at en del af bosættelserne slet ikke ville blive behandlet, og resten vil ikke blive behandlet, før palæstinenserne bliver til finner. Det er betydningen af det, vi gjorde.
Demografiske bekymringer, opretholdelsen af et jødisk flertal i israelsk-kontrollerede områder, spillede en væsentlig rolle i udviklingen af politikken.
Et rationale for tilbagetrækningen er delvist blevet tilskrevet Arnon Soffers kampagne, som gik på den "fare den palæstinensiske livmoder udgjorde for det israelske demokrati." Sharon nævnte den demografiske begrundelse i en offentlig tale den 15. august 2005 – dagen for tilbagetrækningen – hvori han bl.a. udtalte: "Det er ingen hemmelighed, at jeg ligesom mange andre havde troet og håbet, at vi for evigt kunne holde fast i Netzarim og Kfar Darom. Men den ændrede virkelighed i landet, i regionen og verden krævede af mig en revurdering og ændring af holdninger. Vi kan ikke holde fast i Gaza for evigt. Mere end en million palæstinensere bor der og fordobler deres antal med hver generation." Samtidig udtalte Shimon Peres, daværende vicepremierminister, i et interview, at: "Vi trækker os fra Gaza på grund af demografi".
Fortsat kontrol over Gazastriben blev af nogle anset for at udgøre et umuligt dilemma med hensyn til Israels evne til at forblive en jødisk og demokratisk stat i alle de områder, som det kontrollerer.

## Eksterne links

### Officielle dokumenter
- Kabinetsbeslutningen vedrørende tilbagetrækningsplanen, revideret tilbagetrækningsplan – hovedprincipper. Israel MFA, 6. juni 2004
- Premierminister Sharons erklæring om dagen for implementeringen af tilbagetrækningsplanen fra den israelske premierministers kontor
- Israels tilbagetrækningsplan: Fornyelse af fredsprocessen Officiel hjemmeside fra det israelske udenrigsministerium.
- Jan 2005.htm Israels frigørelsesplan: Udvalgte dokumenter Officiel hjemmeside fra det israelske udenrigsministerium.
- Ariel Sharons disengagement Plan og præsident Bushs brev, der accepterer den på MidEastWeb for Coexistence
- Kort over tilbagetrækningsplan, der viser bosættelser, der skal evakueres på MidEastWeb for Coexistence
- Kort

### Nyhedsrapporter og kommentarer
- Billeder af messebønnemødet mod tilbagetrækningsplanen ved Vestmuren i Jerusalem
- Billeder af massemødet i Tel Aviv mod tilbagetrækningsplanen
- Ariel Sharons frigørelsesplan – Fra Ariel Sharons livshistorie – En biografi